# José Batlle y Ordóñez (ciudad)
José Batlle y Ordóñez, denominada comúnmente como Batlle, es una localidad de Uruguay, del departamento de Lavalleja. Es además sede del municipio homónimo.

## Ubicación
La localidad se encuentra situada en la zona noroeste del departamento de Lavalleja, sobre la cuchilla Grande, límite con el departamento de Florida, junto a las costas del arroyo Sauce, próximo al cerro Nico Pérez, y sobre la ruta 7 km 203, a la altura de su cruce con la ruta 14. Es además lindera con la localidad de Nico Pérez, perteneciente al departamento de Florida, con la cual conforma un solo núcleo poblacional. Esta localidad forma parte de la 4ª sección judicial del departamento de Lavalleja.

## Historia
La ciudad fue fundada por resolución del 25 de junio de 1883, a petición de Carlos Núñez, apoderado del Doctor Francisco De León, con el nombre de Nico Pérez. A partir del 19 de marzo de 1907 la parte oriental de la localidad, ubicada en el departamento de Lavalleja, tomó el nombre actual, en honor al expresidente uruguayo José Batlle y Ordóñez, mientras que la parte ubicada en el departamento de Florida, conservó su nombre original.
Los primeros pobladores de la zona fueron Francisco de León, Antonio Sisto, Pedro Acheritogaray, Diego Alfonsín, Fructuoso Pereira, Pedro Guasch, Carmelo y Constancio Casas y Luis Sisto.
El ferrocarril llegó a la localidad el 1° de septiembre de 1891. En 1909 se inauguró el ramal que la une con Melo y en 1912 el que la une con Treinta y Tres. La principal fuente laboral de muchas familias del pueblo durante años fue la actividad relacionada con el ferrocarril.
La localidad fue escenario de varios acontecimientos históricos entre ellos el pacto de Nico Pérez del 26 de marzo de 1903 dónde Aparicio Saravia se entrevistó con los negociadores del gobierno de José Batlle y Ordóñez, lo que puso un alto temporal al movimiento revolucionario. Otro acontecimiento fue el desarme de las fuerzas revolucionarias dando fin a la guerra civil el 9 de octubre de 1904.

## Población
Según el censo de 2023 la localidad de Batlle y Ordóñez contaba con una población de 2313 habitantes. Sumada su población con la de Nico Pérez, conforman un único núcleo urbano de 3359 habitantes. 
| 5968          | 2738 | 2074 | 2448 | 2298 | 2424 | 2203 | 2313 |
| (Fuente: INE) |      |      |      |      |      |      |      |

## Economía

Edificio Banco República sucursal José Batlle y Ordóñez

Batlle y Ordóñez es el centro de una zona ganadera por excelencia.

## Servicios
En el área de la educación, la localidad cuenta con una escuela pública primaria, la N.º 4 Guillermina Diago de Pintos y un liceo público, que lleva el nombre de Prof. Salvador Fernández Correa, que funciona desde 1940.
En cuanto a servicios de salud, funciona en la localidad el Centro Auxiliar Doctor Héctor Giannarelli, dependente de ASSE, que brinda servicios de atención primaria para la localidad y su zona de influencia.

## Medios de comunicación

### Radio
La localidad cuenta con 3 emisoras de radio una AM y dos FM:
- CV-146 1460 kHz AM Radio Batlle y Ordóñez
- CX-243 96.5 MHz FM Cerro de Nico Pérez
- 101.1 FM NEUTRAL